# MERDEKA (album)
MERDEKA is het tweede studioalbum van Animistic Beliefs. Het album werd uitgebracht op 26 augustus 2022 door het Mexicaanse label NAAFI. 

## Geschiedenis
Begin 2020 besloot Animistic Beliefs het roer flink om te gooien en te werken aan nieuw materiaal, geïnspireerd op hun culturele achtergrond en identiteit.
Het sociale en politieke klimaat en de lockdown gaf het duo nieuwe inzichten. Dit resulteerde in Animistic Beliefs’ tweede album MERDEKA, een radicale stap naar andere geluiden en thematiek. Op het album werden thema’s zoals trauma’s, kolonisatie en seksualiteit aangesneden en werd er voor het eerst gebruik gemaakt van traditionele Molukse en Vietnamese instrumenten, alsmede teksten in het Vietnamees en Maleis.

## Albumcover
De albumcover van MERDEKA werd ontworpen door Don Elektro met input van Marvin Lalihatu. Op het album zijn 3D scans van de gezichten van het duo te zien, alsmede objecten, symbolen en referenties naar de Molukse en Vietnamese achtergrond van het duo. Op de achterkant staat de tracklist met foto’s die gerelateerd zijn aan de nummers. Ook zijn er paspoort foto’s van het duo te zien.

## Erkenning
MERDEKA werd door VPRO's 3voor12 verkozen tot het Beste Nederlandse album van 2022. De jury prijsde het album voor haar kwaliteit en avontuurlijkheid en noemde het een 'verbreding en verdieping van de canon, zowel in Nederland als in de elektronische muziekwereld internationaal'.

## Tracks
| Nummer | Titel                          | Duur |
| ------ | ------------------------------ | ---- |
| 1      | Thức Tỉnh (Rebirth)            | 4:04 |
| 2      | Call of the Tahuri             | 3:16 |
| 3      | To Dream About Water           | 4:29 |
| 4      | It’s Called a Dip              | 4:07 |
| 5      | Unspoken Truths                | 2:57 |
| 6      | Goblins Caught On Camera       | 6:11 |
| 7      | Childhood Memories (Totobuang) | 2:51 |
| 8      | Poetry In Earthly Whispers     | 4:23 |
| 9      | Kurang Tidor - 幻觉            | 2:57 |
| 10     | Untitled [Khi Mình Gặp Lại]    | 4:59 |